# Wohnhaus Schnoor 20

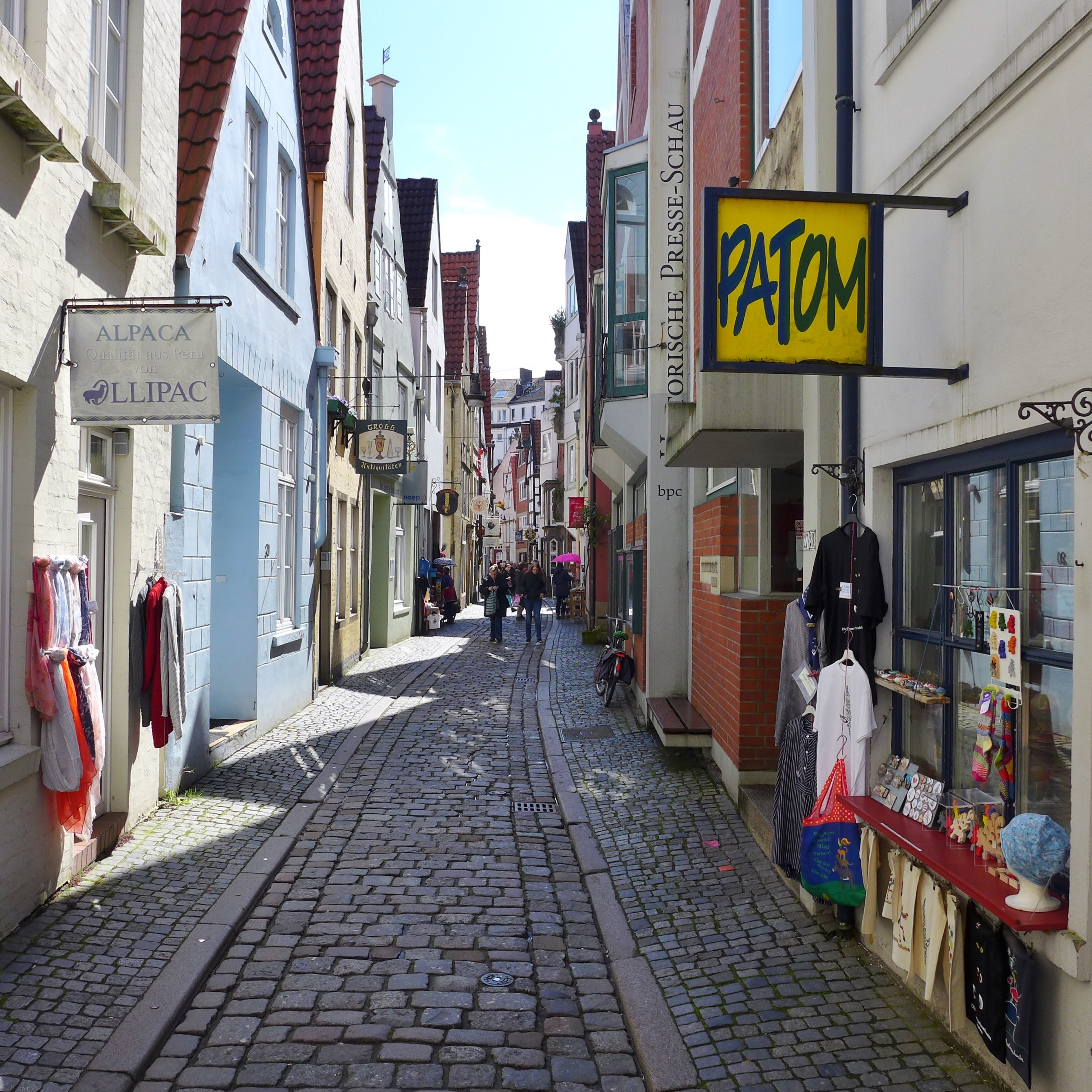
Schnoor 20: Zweites Haus links

Das Wohnhaus Schnoor 20 befindet sich in Bremen, Stadtteil Mitte im  Schnoorviertel, Schnoor 20. Es entstand um 1850.
Das Gebäude steht seit 1973 unter Bremer Denkmalschutz.

## Geschichte
Die ursprüngliche Bevölkerung des Schnoors bestand überwiegend aus Flussfischern und Schiffern. In der Epoche des Klassizismus und des Historismus entstanden von um 1800 bis 1890 die meisten oft kleinen Gebäude. Im weiteren Verlauf wurde es zum Arme-Leute-Viertel, das in weiten Bereichen verfiel – vor allem nach dem Zweiten Weltkrieg.
1959 wurde von der Stadt ein Ortsstatut zum Schutz der erhaltenswerten Bausubstanz beschlossen. Die Häuser wurden dokumentiert und viele seit den 1970er Jahren unter Denkmalschutz gestellt. Ab den 1960er Jahren fanden mit Unterstützung der Stadt Sanierungen, Lückenschließungen und Umbauten im Schnoor statt.
Das eingeschossige, verputzte, blaue Giebelhaus mit einem Satteldach, dem halbrunden Fenster im Giebel und den Mauerwerksstrukturen in der Erdgeschossfassade wurde um 1850 in der Epoche des Historismus gebaut. Hier wohnte u. a. 1904 ein Inhaber eines kleinen  Baugeschäfts. Das Haus wurde saniert.

Heute (2018) wird das Haus durch einen Schmuckladen (Bernsteinkontor) und zum Wohnen genutzt.
Der niederdeutsche Straßenname Schnoor (Snoor) bedeutet Schnur: Hier stehen die Häuser wie an einer Schnur aufgereiht. Der Name kam aber durch das Schiffshandwerk und der Herstellung von Seilen und Taue (= Schnur). 